# إميليو بيكاسو
إميليو بيكاسو (بالإنجليزية: Emilio Picasso)‏ (و. 1927 – 2014 م) هو فيزيائي من إيطاليا . ولد في جنوة . وكان عضواً في الأكاديمية الأمريكية للفنون والعلوم، والأكاديمية الفرنسية للعلوم .

## التعليم
تعلم في جامعة جنوة